# Association des sports et comité national olympique des Fidji
L'Association des sports et comité national olympique des Fidji (en anglais, Fiji Association of Sports and National Olympic Committee, FASANOC) est le comité national olympique des Fidji, fondé en 1949 et reconnu par le CIO en 1955. Depuis 2015, son président est Joe Rodan.

## Histoire
Le comité est fondé en 1949 et est reconnu par le Comité international olympique  en 1955 .
Les Fidji participent à leurs premiers Jeux olympiques en 1956 à Melbourne.